# Ischnaspis tecleae
Ischnaspis tecleae är en insektsart som beskrevs av Ben-dov 1974. Ischnaspis tecleae ingår i släktet Ischnaspis och familjen pansarsköldlöss. Inga underarter finns listade i Catalogue of Life.